# Varallo Sesia
Varallo é um comune Italiano da região do Piemonte, província de Vercelli, com cerca de 7.400 habitantes. Estende-se por uma área de 88 km², tendo uma densidade populacional de 84 hab/km². Faz fronteira com Borgosesia, Breia, Cesara (VB), Civiasco, Cravagliana, Madonna del Sasso (VB), Nonio (VB), Quarna Sotto (VB), Quarona, Sabbia, Valstrona (VB), Vocca.

## Demografia
| Variação demográfica do município entre 1861 e 2011                               |
|                                                                                   |
| Fonte: Istituto Nazionale di Statistica (ISTAT) - Elaboração gráfica da Wikipedia |